# Gomphostemma salarkhaniana
Gomphostemma salarkhaniana là một loài thực vật có hoa trong họ Hoa môi. Loài này được Khanam & M.A.Hassan mô tả khoa học đầu tiên năm 2003.